# Bras Creux
Pour les articles homonymes, voir Creux.
Le Bras Creux est un lieu-dit de l'île de La Réunion, département et région d'outre-mer français dans le sud-ouest de l'océan Indien. Il constitue un quartier de la commune du Tampon.